# Provincia de Betanzos

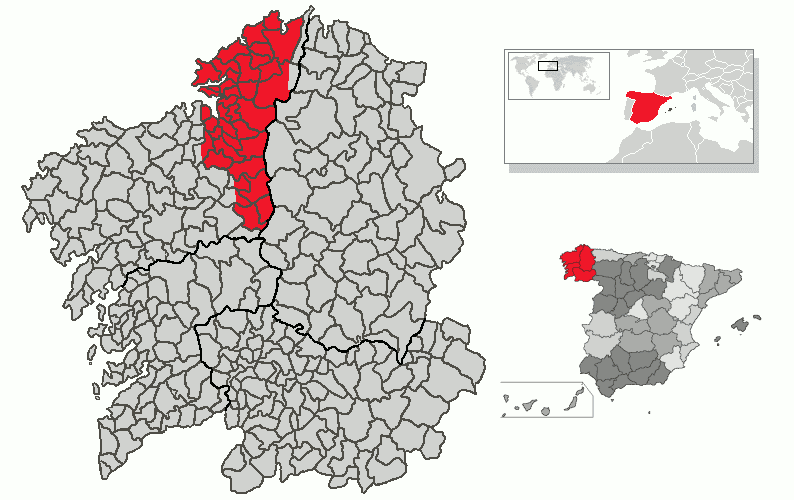
Superficie aproximada de la provincia de Betanzos.

Betanzos era una de las siete provincias en las que se dividía Galicia entre finales del siglo XV y 1833.

## Geografía
Con una superficie de 2433 km², y una población de 127.755 habitantes a comienzos del siglo XIX, era una de las provincias menos extensas y más densamente pobladas de Galicia. Limitaba al norte con el mar Cantábrico, al este con las provincias de Mondoñedo y Lugo, al sur con las provincias de Lugo y Santiago y al oeste con las de Santiago y La Coruña y con el océano Atlántico.
La provincia contaba con una ciudad (Betanzos, la capital), once villas (entre las que destacaban Ferrol y Puentedeume) y 239 parroquias. Su territorio coincidía casi por completo con la parte oriental de la actual provincia de La Coruña.

## Historia
La provincia de Betanzos nació, como unidad autónoma, bajo el reinado de los Reyes Católicos: hasta entonces se hallaba unida a la de La Coruña, formando una provincia única denominada La Coruña-Betanzos. Mantendría su independencia hasta la división territorial de España de 1833, en la que se integraría, junto con gran parte de la provincia de Santiago, en la actual provincia de La Coruña.
La provincia, ya desaparecida, aparece descrita en el cuarto volumen del Diccionario geográfico-estadístico-histórico de España y sus posesiones de Ultramar de Pascual Madoz con las siguientes palabras:

BETANZOS: una de las 7 prov. en que se hallaba dividido el reino de Galicia: sit. al N. de la Península y entre los 42° 54', 43° 48' lat., y los 4° 35' longitud occidental del meridiano de Madrid, formando una figura irregular, y siendo su mayor estension de N. á S. desde la punta ó cabo de Ortegal, hasta la felig. de Santiago de Jubial, y de E. á O. desde Freijo y Montalo, hasta el cabo de Prioriño, abrazando 49 1/2 leg. de superficie: su lím. NO. lo formaba la costa desde la ria de Betanzos ó Sada, por la del Ferrol, cabos Prioriño y Prioiro, siguiendo con inclinacion al E. hasta el cabo de Ortegal, y bajando despues á la ria de Sta. Marta, continuaba hasta pasada Piedramea; y antes de llegar al cabo ó estacada de Bares, se introducia la linea por E. con direccion de N. á S. por entre Bares y Espasante, dejando á la izq. la ria y puerto de Barquero, asi como la márg. der. ó ribera del Sor, hasta cerca de Sta. Maria de Aparral; aqui terminaba su lim. con la ant. prov. de Mondoñedo, y encontraba la de Lugo, con la cual lindaba hasta el térm. de Santiago de Jubial, hoy del ayunt. de Mellid, y que como se ha dicho, era la parte meridional de esta prov. En este punto se encontraba la linea divisoria de las prov. de Lugo y Santiago, y confinando con esta última corria de nuevo para el N., é inclinándose al O. por entre Paderne y Probaos, llegaba á San Vicente de Vigo, desde donde principiaba á confinar con la prov. de la Coruña, continuando hasta tocar las márg. de la ria de Betanzos entre Sta. Maria de Dejo y San Andres de Carnoedo, encerrando en estos lim. los caudalosos r. Esteiro, Mera, el de Puentedeume, Mandeu y Mende, asi como el Jubia y otros que fertilizan este terr.: el puerto del Ferrol era el principal de los comprendidos en su costa, y finalmente, estaba dividida en las siguientes jurisd.: Betanzos, Abegondo, Anca, Arbol, Ares, Babio, Bribes, Caabeiro, Callobre y Vilacha, Casares, Cedeira, Cerdido, Codesoso, Curtis, Doñinos, Esmelle, Ferbenzas, Ferrol y Graña, Fisteus, Jubia, Leiro, Mabegondo, Mandia, Maañon, Mantarás, Miraflores, Moeche, Monfero, Mugardos, Muniferral, Narahio, Narón, Neda, Oza, Parada, Pedroso, Perbes, Puentedeume, Puentes de Garcia Rodriguez, Pruzos, Regüela, Sta. Cecilia, Sta. Marta de Ortigueira, San Mateo, San Saturnino, Sedes, Serantes, Sobrado, Somozas y Meroi, Trasancos, Val y Villamorel; reuniendo entre todas una c., 11 v., 8 cotos y 239 felig., comprendiendo estas un crecido número de ald., de cuyos nombres hacemos mencion en sus respectivos articulos. El señ. jurisd. lo ejercian diferentes casas, de las que tambien hacemos mérito, al hablar por separado de cada una de ellas.
(Madoz, 1846, p. 277)